# Sergentomyia nocens
Sergentomyia nocens är en tvåvingeart som beskrevs av Aimé Georges Parrot 1951. Sergentomyia nocens ingår i släktet Sergentomyia och familjen fjärilsmyggor. Inga underarter finns listade i Catalogue of Life.